# فلینت، فلینتشر
فلینت (به انگلیسی: Flint) یک شهرک در ولز است که در فلینتشر واقع شده‌است. فلینت ۱۲٬۹۵۳ نفر جمعیت دارد.